# Krim Belkacem

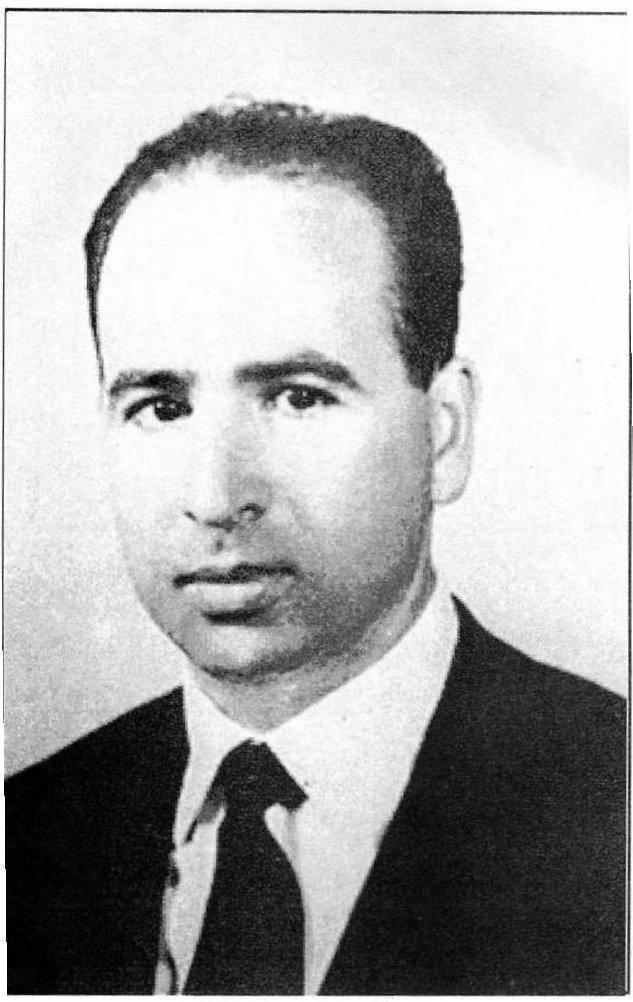
Krim Belkacem

Krim Belkacem (Arabisch: كريم بلقاسم , Kabylisch: Belqasem Krim) (Draa el-Mizan, bij Kabylië (Frans-Algerije), 14 september 1922 – Frankfurt, 18 oktober 1970) was een Algerijnse revolutionair en politiek figuur.
Als vrijheidsstrijder tegen de Franse bezetters, werd hij verjaagd na beschuldigingen van moord op boswachters. Tijdens zijn vluchtperiode werd hij onder het pseudoniem Si Rabah lid van de Maquis (Franse ondergrondse verzetsbeweging). Hier vond hij onder anderen Moh Nachid, Mohand Talah, Messaoud Ben Arab aan zijn zijde. Tot tweemaal toe is hij door de Franse rechtbank ter dood veroordeeld, in 1947 en in 1950). In 1947 werd hij verantwoordelijk voor de P.P.A.-M.T.L.D. (Paramilitaire organisatie, opgericht in februari 1947, onder leiding van Messali Hadj voor de hele Kabilya. Voor deze organisatie gaf hij leiding aan 22 opstandelingen die zijn état-major vormden.
Belkacem verliet Algerije na de slag om Algiers, en vormde met Ben Tobbal and Boussouf een alliantie tegen Abane Ramdane. Hij was de eerste die Minister van Defensie werd, en daarna minister van Buitenlandse Zaken, in de Tijdelijke Regering der Republiek van Algerije (GPRA) in 1958. Tevens was hij hoofd onderhandelingen tijdens de Verdragen van Évian in maart 1962.
Belkacem was een groot tegenstander van de invoering van het Politiek Bureau van de FLN in juli 1962 door Ahmed Ben Bella, Colonel Houari Boumédiènne en Muhammad Khidr.
Na de coup d'état van 19 juni 1965 ging hij weer in de oppositie. Kort daarop werd hij verdacht van het voorbereiden van een aanslag op de toenmalige president Boumédiènne. Hiervoor is hij door de rechtbank veroordeeld tot de doodstraf. Als gevolg hiervan ontvluchtte hij Algerije.
In 1970 werd hij levenloos teruggevonden in een hotelkamer in Frankfurt (Duitsland). Hij was op 18 oktober door een misdrijf om het leven gekomen. De geruchten gaan dat de Algerijnse Staat zelf achter de moordaanslag zat.
Belkacem werd op 24 oktober 1984 in ere hersteld door zijn lichaam te begraven op het Carré des Martyrs.